# Institutul Francez din România
Institutul Francez din România (în franceză Institut français de Roumanie, IFR) face parte din rețeaua globală a institutelor franceze. Sediul principal este în București, capitala României, existând alte trei centre la Cluj, Iași și Timișoara.

## Istoric
Prezența și influența culturii franceze de pe teritoriul românesc datează din secolul al XVIII-lea (vezi relațiile dintre Franța și România).
Înființarea unui centrul cultural francez la București a avut loc la inițiativa de Henry Focillon, critic de artă și teoretician francez, care a manifestat un interes special pentru România; interesul a fost dezvoltat de prietenia lui cu profesorul român George Oprescu.
Ceremonia de inaugurare a Institutului francez de înalte studii (Institut français des hautes études) a avut loc în 29 mai 1924, în prezența regelui Carol al II-lea. Institutul a fost instalat într-un imobil (proprietate a Uniunii Franceze) din piața Lahovary. Institutul de atunci era fondat pe același model ca și școlile franceze de la Atena și de la Roma. Începând din 1934 institutul a funcționat într-o clădire de pe Bulevardul Dacia nr. 77, construită în perioada 1909-1910 de arhitectul român de origine germană Oscar Maugsch și cumpărată de statul francez de la familia Olănescu.

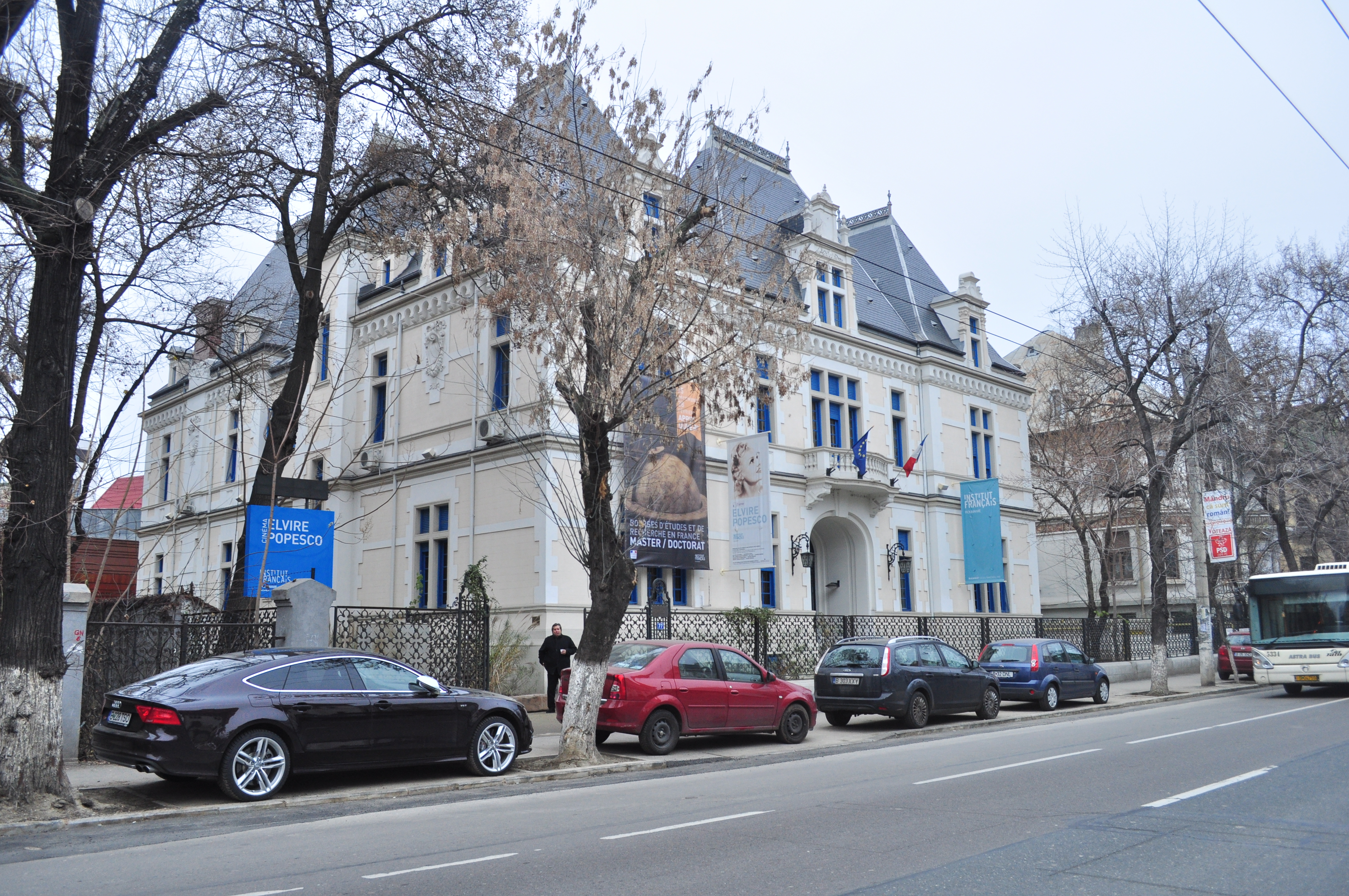
Clădirea Institutului Francez din România, situată pe Bulevardul Dacia nr. 77 din București.

În 1936 Centrul Cultural Francez (CCF) a fost înființat în mod oficial de către guvernul Republicii Franceze, inițial sub denumirea de centru cultural francez.
Centrul Cultural Francez a fost închis temporar în primii ani ai regimului comunist în România, prin denunțarea unilaterală la 20 noiembrie 1948 a acordului de cooperare încheiat de România cu Franța la 31 martie 1931, dar, în urma acordurilor culturale franco-române din 1965, i s-a permis redeschiderea în 1970 sub denumirea de Biblioteca Franceză. Ca atare, el a fost unul dintre ultimele instituții oficiale străine care s-a închis în această perioadă și primul centru cultural străin din România care s-a redeschis, marcând o epocă de deschidere culturală și de conciliere politică a României.
La data de 1 ianuarie 2012, rețeaua culturală franceză din România s-a unificat în mod oficial sub numele de Institutul Francez, ca urmare a reformei mondiale a rețelei culturale și de cooperare inițiată de Ministerul francez de afaceri externe și europene, prin legea din 27 iulie 2010, fiind preluate activitățile culturale franceze care fuseseră reunite până atunci în cadrul asociației Culturesfrance.
Această reorganizare a adus o unitate mai bună și o administrare mai simplă. Serviciile de cooperare universitară, educațională, lingvistică și culturală ale Ambasadei Franței au fuzionat, formând Institutul Francez din România. El are legături strânse cu Consulatul general al Franței, cu biroul Alliance française din România și cu autoritățile naționale și locale.
Printre foștii directori ai Institutului Francez din România s-au aflat Paul Henry (primul său director, 1925-1932), Roland Barthes (1932-1940) sau Jean Mouton (1940-1946).

## Rolul educativ
Scopul principal al Institutului este de a oferi cursuri și examene de limba franceză unui public cât mai larg posibil. Este, astfel, un centru de examinare autorizat de către Ministerul francez al educației naționale pentru acordarea diplomelor DELF și DALF (evaluarea competențelor lingvistice, având la bază cadrul european comun de referință pentru limbi străine). Institutul Francez din România este, de asemenea, acreditat pentru a examina și acorda alte certificări internaționale în limba franceză, ca: TCF, DELF Prim, DELF Junior, TEF și TEFAQ (pentru cei care doresc să emigreze în Canada sau în Quebec), în colaborare cu organismele educaționale internaționale ca Agence universitaire de la Francophonie (AUF), Centre international d'études pédagogiques (CIEP), precum și cu autoritățile române și franceze.

## Activități culturale
Centrul cultural al institutului participă la viața culturală națională, organizând sute de evenimente anuale la nivel național, regional sau local, în funcție de proiecte. Institutul Francez participă, de asemenea, la evenimente externe în cadrul programului de promovare a culturii și a schimburilor culturale între Franța și România și desfășoară parteneriate cu alte entități guvernamentale sau non-guvernamentale.
Sala Elvire Popesco a Institutului Francez din București este unul dintre cele mai populare spații culturale din capitala României, aici fiind organizate spectacole de film, dans, teatru și concerte pe tot parcursul anului.

## Biblioteca
Biblioteca Institutului Francez din București este frecventată de mai mult de 100.000 de cititori în fiecare an și are peste 19.000 de volume în limba franceză, 50 de abonamente la ziare și reviste naționale și internaționale și peste 8.000 de materiale audio, CD-uri și DVD-uri.

## Centre

### București
Centrul Cultural Francez din București a fost renovat în anul 2000 și adăpostește o sală de teatru cu o capacitate de 200 de locuri.

### Cluj-Napoca
Centrul Cultural Francez din Cluj-Napoca este situat în clădiri aparținând Universității Babeș-Bolyai: vechiul palat Béldi, un spațiu de 500 m2, complet renovat, aflat în centrul orașului. Arcadele delimiează o curte interioară, ce reprezintă un loc potrivit pentru spectacolele în aer liber. 
Mediateca sa cu suprafața de 300 m2 conține aproximativ 16.000 de cărți, precum și 2.500 de materiale electronice. Ea este frecventată în fiecare an de aproximativ 40.000 de vizitatori.
Cursurile de limba franceză, ținute de o echipă de douăzeci de profesori, permit pregătirea pentru examenul DALF și pentru evaluări ale competenților specializate de franceză (economice, juridice etc). Activitatea de cooperare lingvistică, destinată să sprijine dezvoltarea competențelor profesionale ale profesorilor de limba franceză din Transilvania, acoperă o regiune formată din 10 județe din partea central-vestică a României.
Centrul este deosebit de activ în organizarea de evenimente având un anumit impact la nivel local și internațional, cum ar fi Semaine de la Francophonie (Săptămâna Francofoniei), Fête de la musique (Festivalul de muzică) și Printemps des Livres (Primăvara cărților).

### Timișoara
Înființat în octombrie 1990, Centrul Cultural Francez din Timișoara s-a instalat pe 17 februarie 1992 într-una dintre cele mai frumoase case de pe bulevardul Loga, devenind un loc de referință pentru viața culturală a orașului. El organizează colocvii, conferințe, concerte, spectacole de dans, de pantomimă și de circ și este astfel purtător al unor idei noi, susținător al dinamicii culturale locale și creator de parteneriate artistice.
Cursurile de limba franceză, generale sau „specializate”, sunt destinate studenților și oamenilor de afaceri și sunt frecventate de un public în creștere într-o zonă geografică considerate a fi mai puțin francofonă decât restul României.
Având ca misiune răspândirea culturii franceze, Centrul Cultural Francez din Timișoara a dezvoltat relații de cooperare artistică cu instituțiile locale, în special în ceea ce privește evenimentele muzicale, de dans și arte vizuale și de teatru. 
Mediateca sa are peste 1.100 de abonați și conține aproximativ 15.000 de cărți, discuri, casete, CD-uri și DVD-uri. 
Centrul Cultural Francez din Timișoara are competențe să soluționeze dosarele de cereri de vize pentru cetățenii români și constituie un centru local al Ambasadei Franței. 
În 1999 acest centru a deschis o școală franceză. Posibilitatea de a asigura o educație normală pentru copiii expatriaților este de multe ori un element esențial în implantarea întreprinderilor franceze în România.

### Iași
Centrul Cultural Francez din Iași este cel mai recent dintre cele patru centre din țară. El a fost inaugurat în decembrie 1992, după o renovare completă. 
De atunci, centrul cultural atrage un public numeros și variat prin intermediul evenimentelor culturale de nivel înalt și prin cursurile de limba franceză pe care le oferă pentru a satisface o cerere în creștere. 
Centrul conține o sală de spectacole și o sală de expoziție, un centru de resurse cu acces la internet și o mediatecă (cu 20.000 de cărți și mii de documente electronice suplimentare).